# Georg Joseph Vogel
Georg Joseph Vogel (* 10. August 1790 in Mainz; † 19. Oktober 1856 ebenda) war ein deutscher Richter, hessischer Politiker und Abgeordneter der 2. Kammer der Landstände des Großherzogtums Hessen.
Georg Joseph Vogel war der Sohn des Privatiers Johann Baptist Vogel und dessen Ehefrau Katharina Barbara, geborene Happel. Vogel, der katholischen Glaubens war, heiratete am 16. Oktober 1811 in Mainz Gertrud geborene König.
Vogel studierte Rechtswissenschaften und wurde 1818 Friedensgerichtsschreiber und 1821 Friedensrichter am Friedensgericht Wörrstadt. 1826 wurde er Richter am Kreisgericht Mainz, 1848 pensioniert und 1849 als Ergänzungsrichter an das Obergericht Mainz berufen.
1834 gehörte er der Zweiten Kammer der Landstände an. Er wurde für den Wahlbezirk Rheinhessen 4/Wörrstadt gewählt.